# Chenevelia
Chenevelia is een geslacht van wantsen uit de familie beeklopers (Veliidae). Het geslacht werd voor het eerst wetenschappelijk beschreven door Zettel in 1996.

## Soorten
Het genus bevat de volgende soorten:

- Chenevelia stridulans Zettel, 1996